# Nachal Kobi
Nachal Kobi (hebrejsky: נחל קובי) je vádí v Izraeli, v Judských horách v Jeruzalémském koridoru.
Začíná v nadmořské výšce přes 700 metrů cca 1 kilometr severovýchodně od vesnice Mevo Bejtar. Nachází se tu pramen Ejn Kobi (עין קובי) a zbytky arabského osídlení z doby před rokem 1948. Směřuje pak k severu rychle se zahlubujícím údolím se zalesněnými svahy. Na východ od vádí se zvedá vrch Šluchat Kobi. Ústí pak zleva do toku Nachal Refa'im. Přes Nachal Refa'im zde vede cesta a most Gešer Kobi (גשר קובי). Hora je turisticky využívaná, vede tu Izraelská stezka. Na protější straně Nachal Refa'im se zvedá hora Šluchat Salmon.